# Hamdollah Mostowfi
Hamdollah Mostowfi (perzijsko: حمدالله مستوفى), iranski zgodovinar, geograf in epični pesnik, * 1281, Qazvin, † 1349.
Mostowfi je avtor Nozhat ol-Gholub (نزهه القلوب), Zafar-Nameh (ظفرنامه) in Tarikh e Gozideh (تاريخ گزيده). Njegova grobnica je edinstvena zgradba, kajti ima modro turkizno stožčasto kupolo in je med 2.000 zgodovinskimi ostanki Qazvina.